# Fermín de Lasala y Collado
Fermín de Lasala y Collado (San Sebastián, 17 de julio de 1832-Madrid, 17 de diciembre de 1918) fue un político español, que ocupó el cargo ministro de Fomento entre 1879 y 1881. Era esposo de Cristina Brunetti y Gayoso de los Cobos, duquesa de Mandas y Villanueva.

## Biografía
Político e historiador guipuzcoano, Fermín de Lasala nació en San Sebastián en la calle del Puyuelo, hoy calle Fermín Calbetón, en 1832. Pertenecía a una familia acaudalada. Era hijo del empresario y político Fermín de Lasala y Urbieta, alcalde de San Sebastián, miembro de la Diputación de Guipúzcoa y diputado a Cortes, y Rita Collado, hija de una de las grandes familias comerciantes donostiarras, propietaria de la casa comercial Collado y hermana del político guipuzcoano José Manuel Collado, futuro marqués de La Laguna, destacado parlamentario y hombre de negocios. Se licenció en Derecho y enseguida entró en la política, primero en el Partido Progresista y luego en Unión Liberal. A los veinticinco años era elegido diputado, luego senador y posteriormente fue nombrado senador vitalicio. En 1879 fue ministro de Fomento, después embajador de España en París y en Londres. Cuando desempeñó la cartera de Fomento en un ministerio presidido por Cánovas del Castillo, fue censurada su conducta por los fueristas. Su título de duque consorte de Mandas y Villanueva y grande de España lo ostentaba por su matrimonio con María Cristina Fernanda Brunetti y Gayoso de los Cobos, que fue desde 1884, en sucesión de su tío el duque de Osuna, XI duquesa de Mandas, grande de España y XX condesa de Belalcázar. La duquesa era hija del conde Lázaro Brunetti, que fuera embajador de Austria en España durante el reinado de Fernando VII, y de María Josefa Gayoso y Téllez-Girón, hija de los marqueses de Camarasa. Gracias al matrimonio, fue grande de España jure uxoris.

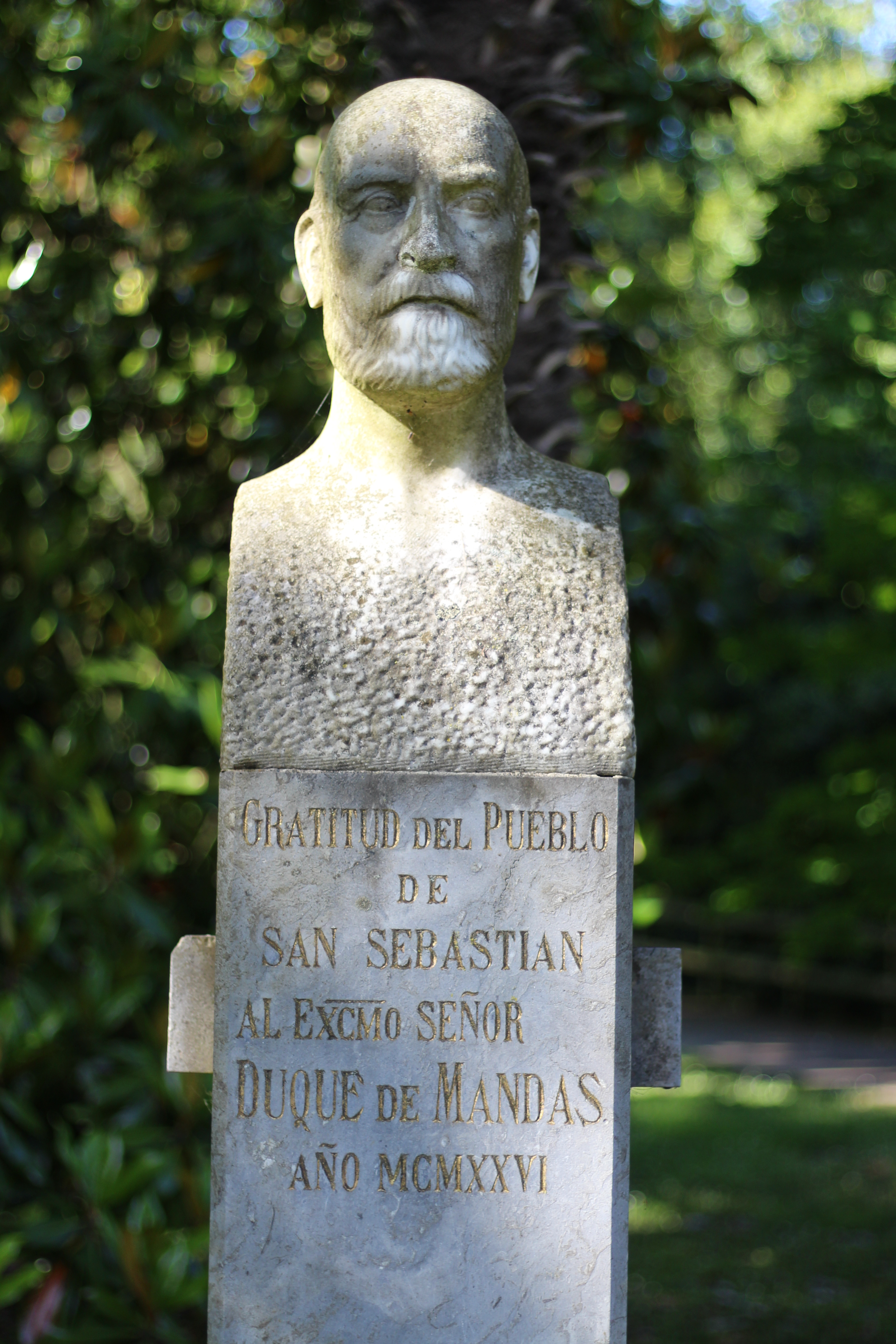
Busto dedicado al duque de Mandas en el Parque Cristina Enea de San Sebastián, junto al Palacio ducal

Fermín Lasala amplió el capital y propiedades heredados de su familia. A los negocios agrícolas, comerciales, mineros, industriales y camineros de su padre unió su participación en la construcción de ferrocarriles. En el ámbito económico compartía su actividad con su familia materna, los Collado, y con otros comerciantes y hombres de negocios donostiarras, como los Brunet, Antonio Echevarría, F. Machimbarrena, etc., con los que también colaboraba en su dedicación a la política. Una de sus actividades económicas más destacadas fue su participación en la construcción del ferrocarril de Madrid a Irún.  
Representó a su ciudad natal en las Juntas Generales de Guipúzcoa en 1857 y 1869. Fue miembro del legislativo, prácticamente de manera ininterrumpida desde 1857 hasta su fallecimiento en 1917. Fue elegido diputado en el distrito de San Sebastián en 1857, 1858, 1863 y 1864. En 1865, tras el cambio de la ley electoral que creaba circunscripciones provinciales en sustitución de los distritos uninominales anteriores, pasó a ser diputado por la circunscripción de Guipúzcoa. No participó en las elecciones de 1867 debido al retraimiento que acordaron “todos los partidos liberales” en oposición a la política de los moderados. 

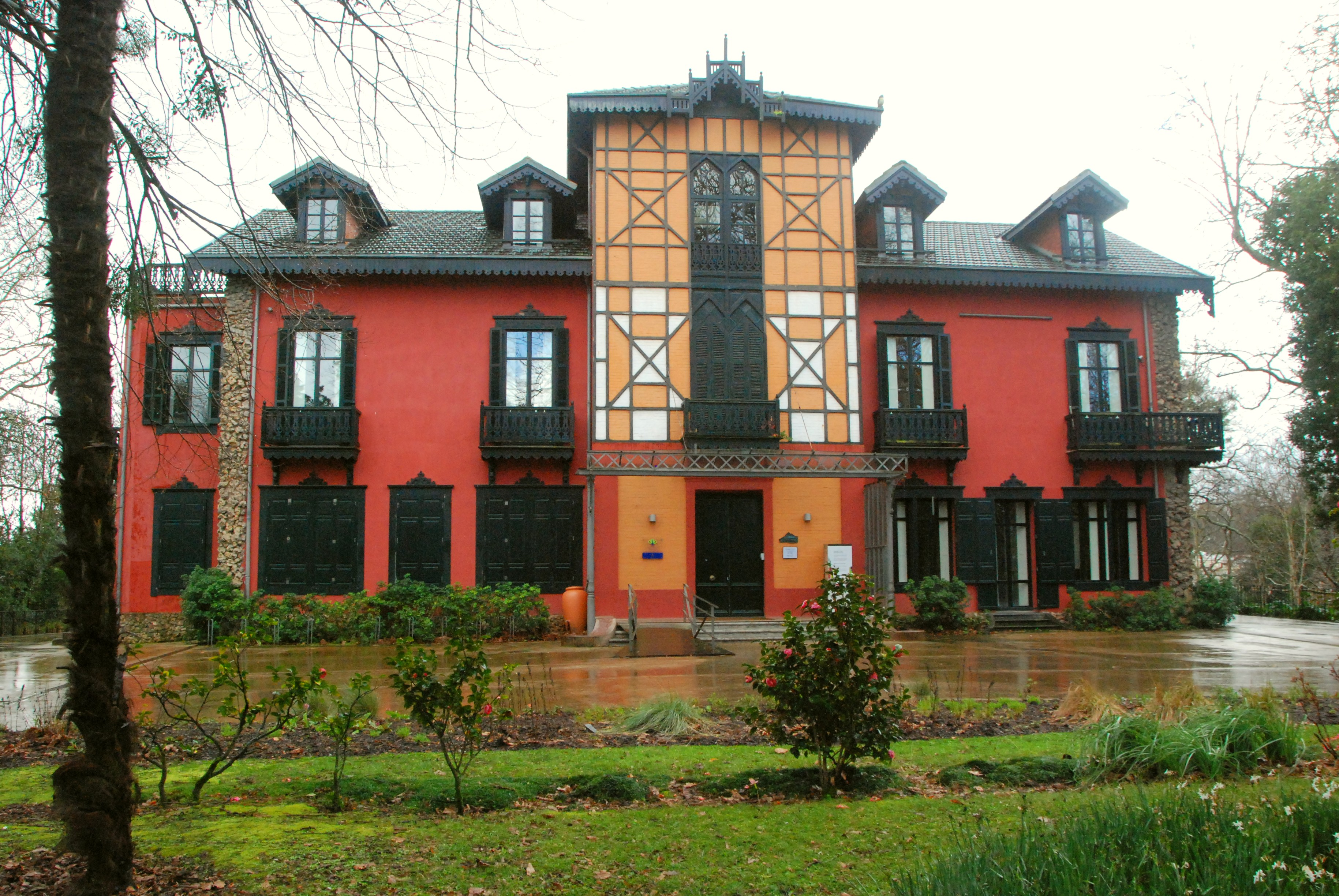
El Palacio del Duque de Mandas, en el Parque Cristina Enea de San Sebastián

Con la llegada de la Revolución de 1868 volvió a la política como miembro de la Junta de Gobierno de San Sebastián. En 1869 fue elegido nuevamente diputado para las Cortes constituyentes, por la circunscripción de Burgos. Votó contra la candidatura de Amadeo de Saboya para el trono de España pero luego reconoció a este monarca. A lo largo de este período, y ya de nuevo con el sistema uninominal, ganó el escaño de San Sebastián en las elecciones de 1871 para senador, así como en las de abril y agosto de 1872. Con la llegada de la Primera República no participó en las elecciones, como buena parte de los monárquicos en toda España. En febrero de 1873 asistió a la Asamblea que proclamó la república, y en cuanto ésta se estableció, se unió a los alfonsinos dirigidos por Antonio Cánovas del Castillo, con quien desde entonces le unió muy estrecha y cordial amistad, figurando entre los diputados electos –por Guipúzcoa– en 1876 como “ministerial”. Finalmente, en 1876 revalidó su escaño por San Sebastián, que abandonó en 1877 para pasar al Senado como senador vitalicio. Su labor en el Senado también fue prolongada. Desde 1877 hasta 1916 como senador vitalicio y a partir de este momento y hasta su fallecimiento fue senador por derecho propio, debido a su cargo de presidente del Consejo de Estado. 
Compatibilizó su labor parlamentaria con la participación en el gobierno. Su alineamiento con las posturas favorables a la Restauración borbónica le condujeron al Ministerio de Fomento en 1879, bajo la presidencia de Antonio Cánovas del Castillo. Posteriormente, fue embajador extraordinario y plenipotenciario de Su Majestad en París (1890-1892 y 1895-1897) y en Londres (1900-1905). También fue comisario regio y presidente del Real Consejo de Instrucción Pública en 1899. Miembro del Consejo de Estado a partir de 1906, al estallar la disidencia en el partido conservador entre Maura y Dato, aceptó la presidencia de dicho órgano, que ocupó en los periodos 1913-1915 y 1917 y comisario regio. Su labor política le reportó múltiples distinciones. 
Murió en Madrid en 1918 a los 85 años de edad, recibiendo tierra en el cementerio de Polloe. A su muerte, al no tener descendencia instituyó su heredera universal a la Diputación de Guipúzcoa y legó al Ayuntamiento su biblioteca, que constaba de 18 000 volúmenes, y el parque de María Cristina (Cristina Enea en Euskera), así llamado debido al nombre de su esposa María Cristina Bruneti de los Cobos. Su testamento impuso numerosas cláusulas que regulaban la utilización del parque como público. El Ayuntamiento no se hizo cargo de él hasta 1926, al existir familiares del duque como usufructuarios. 
En la década de 1860 había comprado en San Sebastián los terrenos actualmente llamados Cristina Enea para construir un palacio y poder rodearlo de un parque.  En la actualidad existe la calle Duque de Mandas en la capital guipuzcoana, en el barrio de Eguía.